# 도쿠시게 다카아키
도쿠시게 다카아키(일본어: 徳重 隆明, 1975년 2월 18일 ~ )는 일본의 축구 선수이다.

## 구단 경력
덴소, 세레소 오사카, 교토 상가 FC, 도쿠시마 보르티스, 나고야 SC에서 활동하였다.